# Репутација
Репутација или престиж друштвеног ентитета (особе, друштвене групе, организације или места) је мишљење о том ентитету – које се обично развија као резултат друштвене евалуације на основу скупа критеријума, као што су понашање или учинак.
Репутација је свеприсутан, спонтан и високо ефикасан механизам друштвене контроле. Предмет је проучавања друштвених, менаџмента, и технолошких наука. Његов утицај се креће од конкурентских окружења, попут тржишта, до кооперативних, као што су фирме, организације, институције и заједнице. Штавише, репутација делује на различитим нивоима деловања: појединачним и над-индивидуалним. На над-индивидуалном нивоу, то се тиче група, заједница, колектива и апстрактних друштвених ентитета (као што су фирме, корпорације, организације, земље, културе, па чак и цивилизације). Утиче на појаве различитих размера, од свакодневног живота до односа међу народима. Репутација је основни инструмент друштвеног поретка, заснован на дистрибуираној, спонтаној друштвеној контроли.
Концепт репутације се сматра важним у бизнису, политици, образовању, онлајн заједницама и многим другим пољима, и може се сматрати као одраз идентитета друштвеног ентитета.